# Будинок на вулиці Сербській, 3 (Львів)
Будинок на вулиці Сербській, 3 (також кам'яниця Петровичівська) — житловий будинок XVI  століття, розташований в історичному центрі Львова, на вулиці Сербській під № 3. Занесений 6 вересня 1979 року до Реєстру пам'яток архітектури України національного значення з охоронним номером 1267 як пам'ятка архітектури.

## Історія
Будинок вперше згадується в середині XVI століття, але будівельниками були виявлені фрагменти забудови XV—XVI ст., в тому числі, готичний портал і давня система водовідведення. Із XVII століття будинок називали «кам'яниця Петровичівська» від прізвища власника — міщанина вірменського походження. Це був тривіконний чиншовий будинок, зведений на дуже вузькій ділянці. Проїзні сіни були майже на всю ширину фасаду. Світлиця знаходилась на другому поверсі. Споруда була дерев'яна, з коморою для приготування хмелю. На всій території ділянки знаходилися пивниці. У 1712 році кам'яниця була триповерховою, на другому поверсі знаходився шинок. Третій поверх був житловим. На території двору була обладнана броварня. У 1713—1714 роках була проведена реконструкція. Тоді був добудований флігель (офіцина). Автором цієї перебудови був Войцех Зичливий. У 1863 році було здійснено перебудову. У 1873 році добудували тильний флігель, з'єднавши його з бічним. Також була здійснена реконструкція санвузлів та влаштування крамничної вітрини (1888 р., архітектор Леопольд Вархаловський. Зміни проводились також у кінці ХІХ — першій половини ХХ ст. Проведена реконструкція головного фасаду, даху за Проєктом Соломона Рімера. Тоді зовнішнє оформлення будинку набуло сучасного вигляду.

### Сьогодення
Згідно Постанови № 442 Ради Міністрів Української РСР від 6 вересня 1979 року будинок є пам'яткою архітектури і містобудування національного значення під № 1267. З 2009 року кам'яниця адаптована під міні-фабрику «Шоколадна крамниця» з торгівельним залом, кафе і виробничими приміщеннями.

## Опис будинку
Кам'яниця розташована в історичному середмісті, на території, яка належить до найстарішої частини щільно забудованого кварталу між вулицями Сербською, Руською, Староєврейською та Федорова. В архітектурній пам'ятці збереглася початкова, характерна для давнього Львова планувальна структура: кам'яниця дводільна, з широкими сіньми-проїздом, перекритим хрестовим склепінням.
Будинок цегляний, чотириповерховий, на фундаментах з бутового каменю. У плані має форму видовженого прямокутника. Отинькована споруда на невисокому кам'яному цоколі. Дах будинку — двосхилий, має кроквяно-балкову конструкцію.
Вхідна брама займає майже половину ширини фасаду і зміщена вліво відносно центральної осі. Портал — з півциркульним завершенням, викладений з тесаних білокам'яних блоків. З правого боку — проріз дверей до цукерні з завершенням у формі дуги і замковим каменем, який об'єднали з боковим вікном.
Лопатки розділяють фасад між вікнами другого-четвертого поверхів. У вікон профільоване обрамлення, вмонтовані підвіконні полички.
Виходи на балконні галереї замуровані. Обрамування віконних ніш другого і третього поверхів прикрашені смужками сандриків з білого каменю, доповнених декоративними фризами (XVII ст.).
Сходи у будинку дерев'яні, огороджені точеними балясинами та стовпцями. Над сходовою кліткою знаходиться світловий ліхтар.